# 玉峰塔

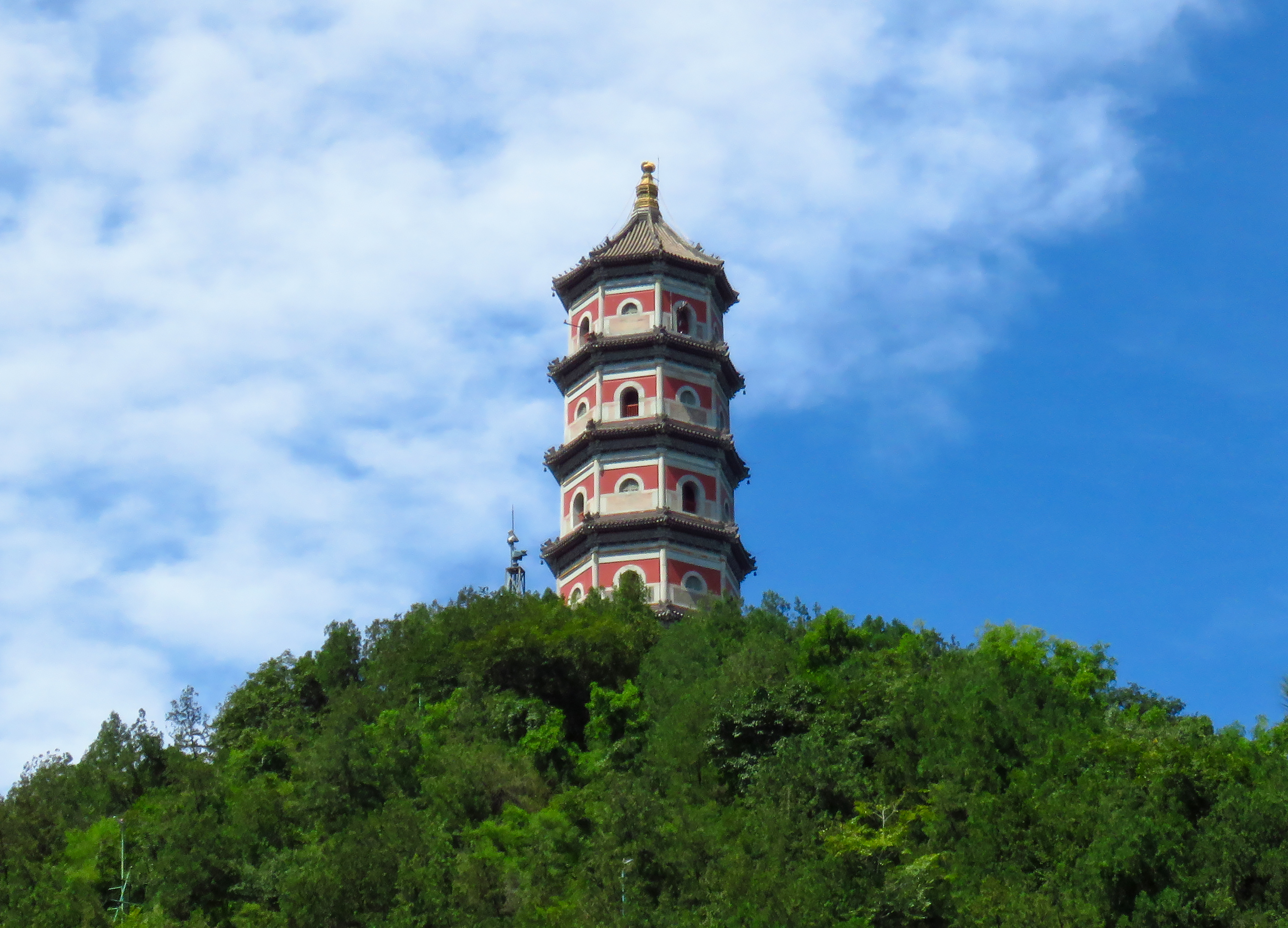
玉峰塔（2017年8月）

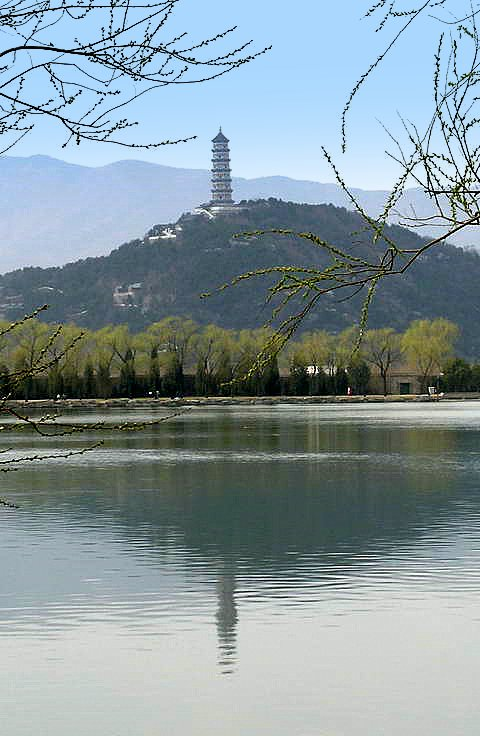
玉峰塔影

玉峰塔也称“大塔”或“定光塔”，位于北京西北的玉泉山主峰上香岩寺内。“玉峰塔影”是静明园十六景之一，塔顶距地面150米，是北京地理位置最高的塔，为全国重点文物保护单位靜明園的一部分。

## 历史渊源
玉峰塔建于清乾隆年间。在乾隆皇帝下江南的时候，在镇江的金山寺见到了高大巍峨的慈寿塔，遂命人将塔绘成图，回北京后于玉泉山主峰上建起了这座玉峰塔。在塔中供奉着定光佛像（燃灯佛），因此也被称为“定光塔”。
玉峰塔在1938年（民国二十七年）经过一次较大规模的维修。
1949年后，静明园为国家机关使用，作为国家领导人修养办公的地方，现在这一地区有军警站岗，不对普通游人开放。

## 建筑特色
玉峰塔是一座八角形的楼阁式砖塔，塔高47.7米，全身浅杏黄色，上下共7层。塔身坐北朝南，一、三、五、七层的东、西、南、北四面阁开一座券式门，其他各面开拱券式镂花漏窗。二、四、六层的门场与之相错落。这样的交错布局可以防止塔身开裂。每层之间有专仿木的斗拱，承托着砖雕的塔檐。檐角下悬有塔铃。塔顶由八条垂脊交汇而成，上置葫芦宝珠形铜刹。
与峰塔内建石制阶梯可以盘旋而上，各层中有三个壶门式佛龛，佛龛两边的楹联是乾隆皇帝亲手撰写的，但现在字迹已经风化模糊了。
虽然玉峰塔是按照金山寺的慈寿塔的样式建造，但它结合了北方的气候地理特点，塔身没有慈寿塔的护栏，每层的塔檐也外伸得较短，这样可以抵抗北方猛烈的强风。

## 玉峰塔影
玉峰塔挺拔的身姿映照玉颐和园昆明湖水面上，就成了静明园十六景之一。乾隆皇帝将此景命名为“玉峰塔影”，并即兴题诗《玉峰塔影》。 
有趣的是，诗中所述塔为九层，而现在的玉峰塔只有七层。究竟是皇帝计错数，还是后来又改建过，还没有一个肯定的说法。